# Jean de la Lune (chanson)
Pour les articles homonymes, voir Jean de la Lune.

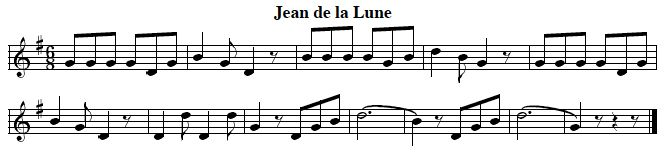
Jean de la Lune

Jean de la Lune est une comptine écrite par Adrien Pagès. Elle fut publiée pour la première fois dans un ouvrage de solfège par Claude Augé en 1889. La musique est d'un auteur inconnu, le thème est peut-être inspiré d'une chanson militaire plus ancienne. La particularité de cette mélodie est d'être construite sur les trois notes de l'accord parfait.

## Paroles
Par une tiède nuit de printemps,

Il y a bien de cela cent ans,

Que sous un brin de persil, sans bruit,

Tout menu, naquit

Jean de la Lune (bis)

Il était gros comme un champignon,

Frêle, délicat, petit, mignon,

Et, jaune et vert comme un perroquet,

Avait bon caquet.

Jean de la Lune (bis)

Pour canne il avait un cure-dent,

Clignait de l'œil, marchait en boitant

Et demeurait en toute saison

Dans un potiron.

Jean de la lune (bis)

Quand il se risquait à travers bois,

De loin, de près, de tous les endroits,

Merles, bouvreuils, sur leurs mirlitons,

Répétaient en rond :

Jean de la Lune (bis)

On le voyait passer quelquefois

Dans un coupé grand comme une noix,

Que tout le long des sentiers fleuris,

Tiraient trois souris.

Jean de la Lune (bis)

Quand il mourut, chacun le pleura,

Dans son potiron, on l'enterra,

Et sur sa tombe l'on écrivit

Sur la croix : ci-gît

Jean de la Lune (bis)

## Postérité
Chanson interprétée par  Les quatre barbus en 1958.
Le titre de la comptine a inspiré un nom homonyme au groupe français de rock progressif Gens de la Lune.